# اختبار رقاقة غير الاتصال
اختبار رقاقة عدم الإتصال هو خطوة عادية في تصنيع أجهزة أشباه الموصلات، تستخدم للكشف عن العيوب في الدوائر المتكاملة (IC) قبل تجميعها خلال خطوة تغليف IC.

## اختبار الرقاقة التقليدي
وعادة ما يتطلب فحص أجهزة المراقبة الداخلية بينما لا تزال على الرقاقة أن يتم الاتصال بين معدات الاختبار التلقائية (ITT) والحاسوب الآلي (IC). ويتم هذا الاتصال عادة مع شكل من أشكال المسبار الميكانيكي. وغالباً ما يتم ترتيب مجموعة من المسابر الميكانيكية معاً على بطاقة المسبار ، التي ترفق بمسبار الرقاقة. ويتم رفع الرقاقة بواسطة مسبار الرقاقة إلى أن تقوم رقاقات معدنية على واحد أو أكثر من أجهزة المراقبة الداخلية على الرقاقة بإجراء اتصال جسدي مع المسابر. هناك حاجة إلى قدر معين من السفر المفرط بعد أن يتصل المسبار الأول بالرقاص، وذلك لسببين:
- لضمان أن تكون جميع المسارات قد أجرت اتصالات (لحصر عدم زراعة الرغوة)
- لاختراق الطبقة المؤكسدة الرقيقة (إذا كانت الفوهة المعدنية هي الألومنيوم) على الفوهة

وهناك أنواع عديدة من المسابر الميكانيكية المتاحة تجارياً: فقد يكون شكلها في هيئة جهاز قياس أو ربيع أو غشاء ، وقد تكون مصممة في شكل أو ختم أو تصنع بواسطة معالجة الأنظمة الكهروميكانيكية الدقيقة.
استخدام المسابر الميكانيكية له بعض العيوب:
يمكن أن يؤدي الفحص الميكانيكي إلى إلحاق الضرر بالدارات تحت منصة المسبار على المعالج الدولي.
ويمكن أن يؤدي الفحص المتكرر إلى إلحاق الضرر بالمسبار الموجود على الحاسوب ، مما يجعل إجراء المزيد من الفحص على المسبار مستحيلا.
وقد تتضرر بطاقة المسبار من الاتصال المتكرر أو تصبح ملوثة بالحطام الناتج عن الاتصال بالرقاقة.
وسيعمل المسبار كدائرة ويؤثر على نتائج الاختبار. لهذا السبب، لا يمكن دائماً أن تكون الاختبارات التي تجرى على نوع الرقاقة متطابقة وواسعة مثل تلك التي تجرى في اختبار الجهاز النهائي بعد الانتهاء من التغليف.
وبما أن منصات المسبار توجد عادة في محيط المعامل الدولي، فإن المعامل الدولي يمكن أن يصبح قريباً محدوداً. تقلص أحجام اللوحات يجعل من تصميم وتصنيع المسارات الأصغر والأكثر دقة تحدياً.

## اختبار الرقاقة اللاسلكي
وقد تم استكشاف بدائل للفحص الميكانيكي للكواكب الدولية من قبل مجموعات مختلفة (سلوبسكي، مور، الرسوم المتحركة، كورودا. وتستخدم هذه الأساليب هوائيات صغيرة من نوع RF (مماثلة لبطاقات تحديد الهوية بموجات الراديو، ولكن على نطاق أصغر بكثير) لاستبدال كل من المسابر الميكانيكية ومنصات المسبار المعدني. إذا كانت الهوائيات على بطاقة المسبار وIC متسقة بشكل صحيح، عندها يمكن لجهاز الإرسال على بطاقة المسبار إرسال البيانات لاسلكياً إلى جهاز الاستقبال على IC عبر اتصال RF.
ولهذه الطريقة عدة مزايا:
- ولا يحدث أي ضرر في الدوائر أو الأرصفة أو بطاقات المسح.
- لم ينشأ أي حطام.
- لم تعد هناك حاجة إلى منصات مسبار، على أطراف الاتفاقية الدولية.
- ويمكن وضع نقاط المسبار اللاسلكي في أي مكان على التصنيف الدولي، وليس فقط على المحيط الخارجي.
- ومن الممكن إجراء فحص متكرر دون الإضرار بنقاط المسبار.
- ومعدلات البيانات الأسرع ممكنة من المعالجات الميكانيكية
- وليس من الضروري أن يمارس المسبار أي قوة على موقع المسبار (في الفحص التقليدي يمكن أن يكون هذا قدرا كبيراً من القوة، عندما يستخدم مئات أو آلاف المسابر).